# Epidendrum falcatum
Epidendrum falcatum es una especie de orquídea litófita  del género Epidendrum. 

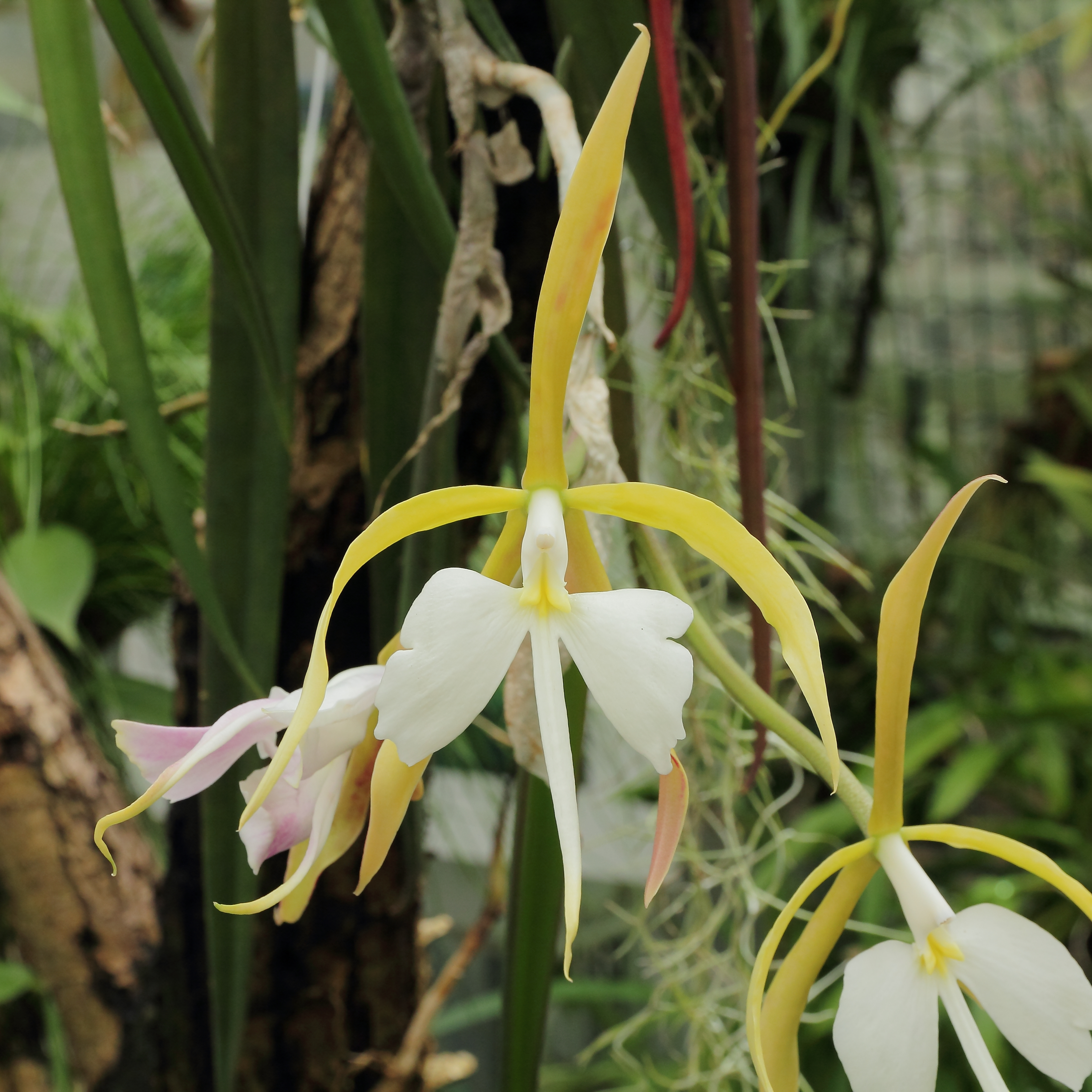
Detalle de la flor

## Descripción
Es una orquídea de hábito  litofita con pseudobulbos fusiformes colgantes que portan una sola y estrecha hoja, articulada, coriácea, carnosa, linear-lanceolada y aguda, en forma de hoz. Florece en la primavera y el verano en una inflorescencia terminal, de 5 cm de largo, en racimo umbeliforme que surge de un pseudobulbo recién madurado, con 4 a 8 flores, gran parte se abren simultáneamente y que tienen un  olor a jabón en la noche.

## Distribución y hábitat
Se encuentra en México, esta especie se encuentra en las rocas y acantilados de piedra caliza en bosques de pino y bosques húmedos de roble, en el matorral xerófilo y los bosques espinosos y en altitudes de 1000 a 2100 metros. 

## Taxonomía
Epidendrum falcatum fue descrita por John Lindley   y publicado en Annals of Natural History 4: 382. 1840.
Etimología
Ver: Epidendrum
falcatum: epíteto latino que significa "con forma de hoz".
Sinonimia
- Auliza falcatum Lindl. ex Stein
- Coilostylis falcata (Lindl.) Withner & P.A.Harding
- Epidendrum lactiflorum A.Rich. & Galeotti
- Epidendrum parkinsonianum var. falcatum (Lindl.) Ames & C.Schweinf.[4][5]